# غريغوري كليفتون
غريغوري كليفتون (بالإنجليزية: Gregory Clifton)‏ هو لاعب كرة قدم أمريكية أمريكي، ولد في 6 فبراير 1968 في تشارلوت في الولايات المتحدة.

## وصلات خارجية
- غريغوري كليفتون على موقع مرجع كرة القدم المحترفة.كوم (الإنجليزية)